# Circonscription autonomique de Valence
 (mars 2025).
Si vous disposez d'ouvrages ou d'articles de référence ou si vous connaissez des sites web de qualité traitant du thème abordé ici, merci de compléter l'article en donnant les références utiles à sa vérifiabilité et en les liant à la section « Notes et références ».
Ne doit pas être confondu avec Circonscription électorale de Valence.
La circonscription électorale de Valence est l'une des trois circonscriptions électorales de la Communauté valencienne pour les élections au Parlement valencien.
Elle correspond géographiquement à la province de Valence.

## Synthèse
| AP & alliés |       | 12 | 8  |    |    |    |    |    |    |    |    |    |  |  |  |
| IU - PCE    |       | 3  | 3  | 3  | 5  | 2  | 3  | 3  | 2  |    |    |    |  |  |  |
| PSOE        |       | 20 | 17 | 18 | 12 | 14 | 14 | 14 | 12 | 8  | 10 | 12 |  |  |  |
| CDS         |       |    | 3  |    |    |    |    |    |    |    |    |    |  |  |  |
| UV          |       |    | 6  | 6  | 4  |    |    |    |    |    |    |    |  |  |  |
| PP          |       |    |    | 10 | 16 | 21 | 19 | 23 | 22 | 12 | 7  | 15 |  |  |  |
| Compromís   |       |    |    |    |    |    |    |    | 4  | 10 | 9  | 8  |  |  |  |
| Podemos     |       |    |    |    |    |    |    |    |    | 5  | 3  |    |  |  |  |
| Cs          |       |    |    |    |    |    |    |    |    | 5  | 7  |    |  |  |  |
| Vox         |       |    |    |    |    |    |    |    |    |    | 4  | 5  |  |  |  |
|             |       |    |    |    |    |    |    |    |    |    |    |    |  |  |  |
| Total       | Total | 35 | 37 | 37 | 37 | 37 | 36 | 40 | 40 | 40 | 40 | 40 |  |  |  |

## Résultats détaillés

### 1983
| Parti        | Parti | Députés élus |
| ------------ | ----- | --- |
| PSPV-PSOE    |       | Joan Lerma, Ciprià Ciscar, Segundo Bru Parra, Leandro Picher Buenaventura, María Antonia de Armengol Criado, Antonio Cebrián Ferrer, Rafael Blasco Castany, Luis Font de Mora Montesinos, Fernando Vidal Gil, Josefa Frau Ribes, Vicent Soler i Marco, Víctor Fuentes Prósper, Juan Andrés Perelló Rodríguez, Rafael Recuenco Montero, José León Bonacho, Juan Calabuig Rull, Luis Peiró Roselló, José Francisco Peris Almiñana, Antonio Salazar Cifre, Julio Millet España |
| AP-PDP-UL-UV |       | Manuel Giner Miralles (AP), José Rafael García-Fuster y González-Alegre (AP, Xavier Casp Vercher (UV), Rita Barberá (AP), Carlos Albelda Climent (AP), Fernando José Martínez Roda (AP), José María de Andrés Ferrando (PDP), María José Sansegundo Fortea (AP), Salvador Sanchis Perales (AP), Manuel Campillos Martínez (UV), Juan Marco Molines (UL), Joaquín Martín Mínguez (AP)                                                                                        |
| PCE-PCPV     |       | José Galán Peláez, Vicente Gómez Chirivella, Antonio Palomares Vinuesa |

- María José Sansegundo (AP) est remplacée en juillet 1986 par Francisco Muñoz Antonino (AP).

### 1987
| Parti     | Parti | Députés élus |
| --------- | ----- | --- |
| PSPV-PSOE |       | Joan Lerma, Ciprià Ciscar, Rafael Blasco Castany, Vicent Soler i Marco, Luis Font de Mora Montesinos, Antonio Birlanga Casanova, Segundo Bru Parra, Rafael Recuenco Montero, María Antonia de Armengol Criado, Antonio Castro Leache, José Garés Crespo, Víctor Fuentes Prósper, Julio Millet España, Vicente Miguel Garcés Ramón, Leandro Picher Buenaventura, Juan Calabuig Rull, Antonio Cebrián Ferrer |
| AP        |       | Rita Barberá, Manuel Giner Miralles, José Rafael García-Fuster y González-Alegre, Jorge Lamparero Lázaro, Salvador Sanchis Perales, Fernando José Martínez Roda, Carlos Albelda Climent, Enrique López Salva |
| UV        |       | Filiberto Crespo Samper, Manuel Campillos Martínez, Vicente Blasco-Ibáñez Tortosa, Héctor Villalba Chirivella, María Angels Ramón-Llin Martínez, Miquel Ramón i Quiles |
| CDS       |       | José Luis Boado Martínez, Luis Gil-Orozco Roda, Luis Ricardo Vaquero Valdelomar |
| EU-UPV    |       | Albert Taberner Ferrer, Juan Pedro Zamora Suárez, Pere Miquel Mayor Penadés |

- Rafael Recuenco (PSPV-PSOE) est remplacé en octobre 1988 par Juan Andrés Perellón Rodríguez.
- Ciprià Ciscar (PSPV-PSOE) est remplacé en novembre 1989 par Vicente Sánchez Iranzo.
- Juan Calabuig (PSPV-PSOE) est remplacé en février 1990 par Fernando Vidal Gil.

### 1991
| Parti     | Parti | Députés élus |
| --------- | ----- | --- |
| PSPV-PSOE |       | Joan Lerma, Antonio Birlanga Casanova, Luis Font de Mora Montesinos, María Antonia de Armengol Criado, Vicent Soler i Marco, Julio Millet España, Antonio Castro Leache, Segundo Bru Parra, Begoña Gómez-Marco Pérez, Salvador Almenar Palau, Leandro Picher Buenaventura, Víctor Fuentes Prósper, Vicente Miguel Garcés Ramón, Ana María Castellanos Vilar, Juan Villalba González, José Garés Crespo, Elena María Martín Yáñez, Jesús Puig Noguera |
| PPCV      |       | Pedro Agramunt, Martín Luis Quirós Palau, Vicente Sanz Monlleó, Rita Barberá, Carlos Javier González Cepeda, Joaquín Calomarde Gramage, Rafael Sanchis Perales, Serafín Castellano Gómez, Jorge Lamparero Lázaro, José Manuel Botella Crespo |
| UV        |       | Héctor Villalba Chirivella, Fernando María Giner Giner, Manuel Giner Miralles, Filiberto Crespo Samper, Fermín Artagoitia Calabuig, María Angels Ramón-Llin Martínez |
| EUPV      |       | Albert Taberner Ferrer, Juan Pedro Zamora Suárez, Glòria Marcos |

- Antonio Birlanga (PSPV-PSOE) est remplacé en novembre 1993 par Juan Andrés Perelló Rodríguez.
- Manuel Giner (UV) est remplacé en juillet 1994 par Miquel Ramón i Quiles.
- Fernando Giner (UV) est remplacé en février 1995 par Rafael Ferraro Sebastiá.

### 1995
| Parti     | Parti | Députés élus |
| --------- | ----- | --- |
| PPCV      |       | Eduardo Zaplana, Rita Barberá, José Luis Olivas, Carlos Javier González Cepeda, Pedro Agramunt, Martín Luis Quirós Palau, José Sanmartín Esplugues, Susana Camarero Benítez, Jorge Lamparero Lázaro, Fernando María Giner Giner, María Luisa García Merita, José Manuel Uncio Lacasa, Rafael Sanchis Perales, José Vicente Villaescusa Blanca, José Manuel Botella Crespo |
| PSPV-PSOE |       | Joan Lerma, Clementina Ródenas, Eugenio Burriel de Orueta, Begoña Gómez-Marco Pérez, Segundo Bru Parra, Antonio Castro Leache, Julio Millet España, Lourdes Alonso Belza, Víctor Fuentes Prósper, Eduardo Montesinos Chilet, Vicente Miguel Garcés Ramón, María Antonia de Armengol Criado                                                                                |
| EU-EV     |       | Albert Taberner Ferrer, Glòria Marcos, Juan Pedro Zamora Suárez, Joan Ribó, Dolors Pérez Martí |
| UV        |       | Vicente González Lizondo, Héctor Villalba Chirivella, María Angels Ramón-Llin Martínez, Filiberto Crespo Samper |

- Joan Lerma (PSPV-PSOE) est remplacé en juin 1995 par José Garés Crespo.
- Angels Ramón-Llin (UV) est remplacée en juillet 1995 par Fermín Artagoitia Calabuig.
- Eugenio Burriel (PSPV-PSOE) est remplacé en juillet 1995 par Josefa Tornero Belda.
- José Uncio (PPCV) est remplacé en juillet 1995 par José María de Andrés Ferrando.
  - José María de Andrés (PPCV) est remplacé en octobre 1998 par Rafael Pardo Peydró.
- Luisa García (PPCV) est remplacée en juillet 1995 par Esther Mártires Franco Aliaga.
- José Luis Olivas (PPCV) est remplacé en juillet 1995 par Juan Marco Molines.
- Jorge Lamparero (PPCV) est remplacé en juillet 1995 par Francisco Almarza González.
- José Sanmartín (PPCV) est remplacé en juillet 1995 par Eduardo Ovejero Adelantado.
  - Eduardo Ovejero (PPCV) est remplacé en avril 1997 par Pedro Ortega Marhuenda.
- José Villaescusa (PPCV) est remplacé en septembre 1995 par Antonio Clemente.
- Pedro Agramunt (PPCV) est remplacé en avril 1996 par Joaquín Soler Garibo.
- Carlos González (PPCV) est remplacé en mai 1996 par María Carmen Mas Rubio.
- Clementina Ródenas (PSPV-PSOE) est remplacée en septembre 1997 par Juan Villalba González.
- Segundo Bru (PSPV-PSOE) est remplacé en septembre 1997 par Leandro Picher Buenaventura.

### 1999
| Parti       | Parti | Députés élus |
| ----------- | ----- | --- |
| PPCV        |       | Eduardo Zaplana, Rita Barberá, José Luis Olivas, María Angels Ramón-Llin Martínez, Manuel Tarancón Fandos, Susana Camarero Benítez, Serafín Castellano Gómez, Marcela Miró Pérez, José Rafael Díez Cuquerella, Alicia de Miguel García, Martín Luis Quirós Palau, Esther Mártires Franco Aliaga, Antonio Clemente, María Carmen Mas Rubio, José Manuel Botella Crespo, Alejandra Climent Jordá, Joaquín Soler Garibo, Encarna Cervera Mañas, David Francisco Serra Cervera, Desamparados Sancho Vicente, Rafael Ferraro Sebastiá |
| PSPV-PSOE-p |       | Antoni Asunción, Cristina Moreno Fernández, Antoni Lozano Pastor, María José Mendoza García, Juan Jesús Ros Piles, Juan Andrés Perelló Rodríguez, Josefa Andrés Barea, Carmen Ninet Peña, Baltasar Vives Moncho, Begoña Gómez-Marco Pérez, María Antonia de Armengol Criado, José Camarasa Albertos, Vicent Sarrià i Morell, Joan Francesc Peris García |
| EUPV        |       | Joan Ribó, Dolors Pérez Martí |

- Antoni Asunción (PSPV-PSOE) est remplacé en septembre 1999 par María Núria Espí de Navas.
- Alicia de Miguel (PPCV) est remplacée en août 1999 par Pedro Ortega Marhuenda.
- Alejandra Climent (PPCV) est remplacée en août 1999 par Estefania Elena Martínez Zaragoza.
- Susana Camarero (PPCV) est remplacée en avril 2000 par Paula Sánchez de León.
- Carmen Mas (PPCV) est remplacée en mai 2000 par Salvador Cortes Llopis.
- Esther Franco (PPCV) est remplacée en novembre 2001 par Sebastián Soto Terrada.
- Martín Quirós (PPCV) est remplacé en février 2002 par Asunción Quinzá Alegre.
- Eduardo Zaplana (PPCV) est remplacé en juillet 2002 par Alfredo Cesáreo Castelló Sáez.
- Encarna Cervera (PPCV) est remplacée en septembre 2002 par Rosa Isabel Ribes Abel.

### 2003
| Parti     | Parti | Députés élus |
| --------- | ----- | --- |
| PPCV      |       | Francisco Camps, Rita Barberá, Alicia de Miguel García, Serafín Castellano Gómez, María Angels Ramón-Llin Martínez, Verónica Marcos Puig, Manuel Tarancón Fandos, Esther Mártires Franco Aliaga, Carlos Javier González Cepeda, Alejandra Climent Jordá, Rafael Blasco Castany, Desamparados Sancho Vicente, Antonio Clemente, Estefania Elena Martínez Zaragoza, Joaquín Soler Garibo, Asunción Quinzá Alegre, Eduardo Ovejero Adelantado, José Emilio Cervera Llavador, Rafael Ferraro Sebastiá |
| PSPV-PSOE |       | Joan Ignasi Pla, Josefa Frau Ribes, Vicent Sarrià i Morell, María Núria Espí de Navas, Antoni Such Botella, Jeanette Segarra Sales, Juan Jesús Ros Piles, Ana Isabel Noguera Montagud, Antoni Lozano Pastor, Cristina Moreno Fernández, Juan Andrés Perelló Rodríguez, Josefa Andrés Barea, José Camarasa Albertos, Carmen Ninet Peña |
| Entesa    |       | Joan Ribó, Carles Arnal Ibáñez, Dolors Pérez Martí |

- Le candidat socialiste Ramón Vilar Zanón est député entre le 9 juin 2003 et le 3 juillet 2003. Son mandat revient à Dolors Pérez (Entesa) après une rectification des résultats du scrutin opérée par la Commission électorale et publiée au DOGV le 7 juillet 2003.
- Carlos González (PPCV) est remplacé en juin 2003 par Felipe Guillermo del Baño Fernández.
- Emilio Cervera (PPCV) est remplacé en juin 2003 par Pedro Ortega Marhuenda.
- Manuel Tarancón (PPCV) est remplacé en février 2004 par Salvador Cortes Llopis.
- Angels Ramón-Llin (PPCV) est remplacée en mars 2004 par Manuel Miguel Bustamante Bautista.

### 2007
| Parti     | Parti | Députés élus |
| --------- | ----- | --- |
| PPCV      |       | Francisco Camps, Rita Barberá, Francisca Mercedes Hernández Miñana, Serafín Castellano Gómez, Antonio Clemente, María Sagrario Sánchez Cortés, Rafael Blasco Castany, Esther Mártires Franco Aliaga, Esteban González Pons, Juan Gabriel Cotino Ferrer, Alicia de Miguel García, Fernando María Giner Giner, Vicente Betoret Coll, María Dolores Botella Arbona, Justo Nieto Nieto, Salvador Cortés Llopis, Asunción Quinzá Alegre, Rafael Ferraro Sebastiá, María Concepción Emma Iranzo Martín, Eduardo Ovejero Adelantado, Verónica Marcos Puig, Vicente Soria Mora, Manuel Miguel Bustamante Bautista |
| PSPV-PSOE |       | Joan Ignasi Pla, Josefa Frau Ribes, Vicent Sarrià i Morell, María Núria Espí de Navas, Antoni Such Botella, Carmen Ninet Peña, Juan Andrés Perelló Rodríguez, Ana Isabel Noguera Montagud, Juan Jesús Ros Piles, Cristina Moreno Fernández, Francesc de Borja Signes Núñez, Jeanette Segarra Sales, José Camarasa Albertos, Josefa Andrés Barea |
| EUPV      |       | Glòria Marcos, Enric Morera i Català, Mònica Oltra |

- Justo Nieto (PPCV) est remplacé en juin 2007 par María Rosa Roca Castelló.
- Andrés Perelló (PSPV-PSOE) est remplacé en septembre 2007 par Antoni Lozano Pastor.
- Esteban González Pons (PPCV) est remplacé en mars 2008 par Vicente Parra Sisternes.
- Josefa Andrés (PSPV-PSOE) est remplacée en juillet 2009 par Manuel Mata Gómez.
- Glòria Marcos (EUPV) est remplacée en septembre 2009 par Marga Sanz Alonso.
- José Camarasa (PSPV-PSOE) est remplacé en décembre 2009 par Rosaura Pérez Rodríguez.
- Núria Espí (PSPV-PSOE) est remplacée en novembre 2010 par Víctor Jiménez Bueso.

### 2011
| Parti     | Parti | Députés élus |
| --------- | ----- | --- |
| PPCV      |       | Francisco Camps, Rita Barberá, Antonio Clemente, Francisca Mercedes Hernández Miñana, Alfonso Rus, Juan Gabriel Cotino Ferrer, Paula Sánchez de León, Rafael Blasco Castany, Serafín Castellano Gómez, Bélen Juste Picón, María José Catalá, Vicente Betoret Coll, José Marí Olano, Alfredo Cesáreo Castelló Sáez, Alicia de Miguel García, Jorge Bellver Casaña, Verónica Marcos Puig, Rafael Ferraro Sebastiá, Eduardo Ovejero Adelantado, Esther Mártires Franco Aliaga, Luis Miguel Ibáñez Gadea, Fernando María Giner Giner |
| PSPV-PSOE |       | Jorge Alarte Gorbe, Carmen Martínez Ramírez, Cristina Moreno Fernández, Carmen Ninet Peña, Víctor Manuel Sahuquillo Martínez, Pilar Teresa Sarrión Ponce, Francesc de Borja Signes Núñez, Eva Martínez Ruiz, Rafael Rubio Martínez, Alfred Boix Pastor, Juan Soto Ramírez, Josep Lluis Moreno Escrivá |
| Compromís |       | Enric Morera i Català, Mònica Oltra, Juan Ponce Guardiola, Fran Ferri Fayos |
| EUPV      |       | Marga Sanz Alonso, Ignacio Blanco Giner |

- Belén Juste (PPCV) est remplacée en décembre 2011 par María José Masip Sanchis.
  - María José Masip (PPCV) est remplacée en novembre 2013 par Vicente Soria Mora.
- Paula Sánchez de León (PPCV) est remplacée en février 2012 par María Sagrario Sánchez Cortés.
- José Marí (PPCV) est remplacé en janvier 2013 par Manuel Miguel Bustamante Bautista.
- Alicia de Miguel (PPCV) est remplacée en juillet 2013 par María Rosa Roca Castelló.
- Luis Ibáñez (PPCV) est remplacé en janvier 2014 par María Concepción Emma Iranzo Martín.
- Rafael Blasco (PPCV) est remplacé en juin 2014 par Desamparados Sancho Vicente.
- Serafín Castellano (PPCV) est remplacé en juin 2014 par María Dolores Botella Arbona.
- Juan Cotino (PPCV) est remplacé en octobre 2014 par Felipe Guillermo del Baño Fernández.

### 2015
| Parti     | Parti | Députés élus |
| --------- | ----- | --- |
| PPCV      |       | Alberto Fabra, Rita Barberá, Juan Carlos Moragues, María José Catalá, Jorge Bellver Casaña, María José Ferrer San Segundo, Manuel María Llombart Fuertes, Alfredo Cesáreo Castelló Sáez, Verónica Marcos Puig, Vicente Betoret Coll, Luis Javier Santamaría Ruiz, María Bernal Talavera |
| Compromís |       | Mònica Oltra, Enric Morera i Català, Graciela Noemí Ferrer Matvieychuc, Fran Ferri Fayos, Juan Ponce Guardiola, Maria Josep Ortega Requena, Isaura Navarro Casillas, Jordi Joan Huguet, Teresa García Muñoz, Francisco Javier García Latorre                                            |
| PSPV-PSOE |       | María José Mira Veintimilla, Fernando González Delgado, Carmen Amoraga Toledo, Manuel Mata Gómez, Rosa Peris Cervera, Alfred Boix Pastor, Carmen Martínez Ramírez, José Muñoz Lladró |
| Cs        |       | Carolina Punset, Alexis Frederic Marí Malonda, Juan Ginés Córdoba Cortijo, Antonio Subiela Chico, María José García Jiménez |
| Podemos   |       | Antonio Montiel Márquez, Sandra Mínguez Corral, David Torres García, Fabiola Meco Tébar, Daniel Geffner Sclarsky |

- María José Mira (PSPV-PSOE) est remplacée en juillet 2015 par Concha Andrés Sanchís.
- Carmen Amoraga (PSPV-PSOE) est remplacée en juillet 2015 par María Mercedes Caballero Hueso.
- Juan Carlos Moragues (PPCV) est remplacé en juillet 2015 par Miquel Domínguez Pérez.
- Manuel Llombart (PPCV) est remplacé en septembre 2015 par María Blanca Garrigues Francés.
- Rita Barberá (PPCV) est remplacée en septembre 2015 par Juan Carlos Caballero Montañés.
- Alberto Fabra (PPCV) est remplacé en septembre 2015 par Víctor Soler Beneyto.
- Carolina Punset (Cs) est remplacée en février 2016 par Domingo Rojo Sánchez.
- Sandra Mínguez (Podemos) est remplacée en septembre 2017 par Jordi Alamán Tabero.
- María Bernal (PPCV) est remplacée en avril 2018 par María Sagrario Sánchez Cortés.

### 2019
| Parti     | Parti | Députés élus |
| --------- | ----- | --- |
| PSPV-PSOE |       | Manuel Mata Gómez, Gabriela Bravo Sanestanislao, Vicent Soler i Marco, Mercedes Caballero Hueso, José Muñoz Lladró, Carmen Martínez Ramírez, Alfred Boix Pastor, Concha Andrés Sanchís, David Calvo Alfonso, Rosa Peris Cervera |
| Compromís |       | Mónica Oltra, Fran Ferri Fayos, Graciela Noemí Ferrer Matvieychuc, Enric Morera i Català, Juan Ponce Guardiola, Carmen Luisa Robles Galindo, Carlos Esteve Aparicio, Nathalie Torres García, Jesús Pla Herrero                  |
| PPCV      |       | Isabel Bonig, Elena Bastidas Bono, Felipe Javier Carrasco Torres, Jorge Bellver Casaña, Alfredo Cesáreo Castelló Sáez, María José Catalá, Juan Carlos Caballero Montañés                                                        |
| Cs        |       | Toni Cantó, Ruth María Merino Peña, María del Carmen Peris Navarro, Carlos Pablo Gracia Calandín, Jesús Salmerón Berga, Patricia García Guasp, Luis Arquillos Cruz                                                              |
| Vox       |       | José María Llanos Pitarch, Ángeles Criado Gonzálbez, Vicente Manuel Roglá Benedito, José Luis Aguirre Larrauri |
| Unides    |       | Pilar Lima, Rosa Pérez Garijo, Ferran Martínez Ruiz |

- Alfred Boix (PSOE) est remplacé en juin 2019 par Michel Montaner Berbel.
- Concha Andrés (PSOE) est remplacée en juillet 2019 par Trinidad Castelló Cervera.
- Vicent Soler (PSOE) est remplacé en septembre 2019 par Pedro Ruiz Castell.
- Vicente Roglá (Vox) est remplacé en octobre 2020 par Miriam Turiel Mollá.
- Toni Cantó (Cs) est remplacé en mars 2021 par Asunción Sanchis Morera.
- Isabel Bonig (PPCV) est remplacée en mai 2021 par Javier Zamora Courana.
  - Javier Zamora (PPCV) est remplacé en mai 2021 par Verónica Marcos Puig.
- Fran Ferri (Compromís) est remplacé en décembre 2021 par Francisco Javier García Latorre.
- Manolo Mata (PSOE) est remplacé en mai 2022 par Xelo Angulo Luna.
- Mónica Oltra (Compromís) est remplacée en juillet 2022 par Ferran Barberá Cabrera après renonciation de María Teresa García Muñoz.
- Ruth Merino (Cs) est remplacée en janvier 2023 par Fernando Juan Mulas Delgado.

### 2023
| Parti     | Parti | Députés élus |
| --------- | ----- | --- |
| PPCV      |       | María José Catalá, Vicente José Mompó Aledo, Pablo Gustavo Broseta Dupré, Elena Bastidas Bono, Víctor Soler Beneyto, Francisca Bartual Bermell, Ruth María Merino Peña, Alfredo Cesáreo Castelló Sáez, María Dolores Roch Cazorla, Ernesto Fernández Pardo, Magdalena María González La Red, Laura Chuliá Serra, Vicente Betoret Coll, Verónica Marcos Puig, Felipe Javier Carrasco Torres |
| PSPV-PSOE |       | Ximo Puig, Rebeca Mariola Torró Soler, Arcadi España García, Gabriela Bravo Sanestanislao, Miguel Mínguez Pérez, Cristina Martínez García, Toni Gaspar, Carmen Martínez Ramírez, José Muñoz Lladró, Mercedes Caballero Hueso, Rosa Peris Cervera, Alicia Andújar Durá |
| Compromís |       | Joan Baldoví, María Josep Amigó Laguarda, Carlos Esteve Aparicio, Francesc Roig Oliver, Paula Virginia Espinosa Giménez, Nathalie Torres García, Isaura Navarro, Jesús Pla Herrero |
| Vox       |       | Carlos Flores Juberías, José María Llanos Pitarch, María de los Ángeles Criado Gonzálbez, José Luis Aguirre Larrauri, Miriam Turiel Mollá |

- Carlos Flores (Vox) ne siège pas et est remplacé dès l'ouverture de la législature par Joaquín María Alés Estrella.
- José Luis Aguirre (Vox) est remplacé le 20 septembre 2023 par Ana María Bellver Alcántara.
- Carmen Martínez (PSPV-PSOE) est remplacée le 20 septembre 2023 par Michel Montaner Berbel.
- Miguel Mínguez (PSPV-PSOE) est remplacé le 20 septembre 2023 par Sonia Borruey Montolio.
- Ruth Merino (PPCV) est remplacée le 20 septembre 2023 par María Carmen Contelles Llopis.
- Vicente Mompó (PPCV) est remplacé le 20 septembre 2023 par José Vicente Todolí Masquefa.
  - José Vicente Todolí (PPCV) est remplacé le 3 octobre 2023 par Andrea Gigante Melego.
- Felipe Carrasco (PPCV) est remplacé le 20 septembre 2023 par José Forés Sanz.
- Ernesto Fernández (PPCV) est remplacé le 20 septembre 2023 par María del Mar Galcerán Gadea.
- Rebeca Torró (PSPV-PSOE) est remplacée le 18 décembre 2023 par Pedro Ruiz Castell.
- Arcadi España (PSPV-PSOE) est remplacé le 18 décembre 2023 par Xelo Angulo Luna.
- Ximo Puig (PSPV-PSOE) est remplacé le 19 décembre 2023 par Benjamín Mompó Peruga.